# یواس‌اس گیلمور (دی‌ئی-۱۸)
یواس‌اس گیلمور (دی‌ئی-۱۸) (به انگلیسی: USS Gilmore (DE-18)) یک کشتی بود که طول آن ۲۸۹ فوت ۶ اینچ (۸۸٫۲۴ متر) بود. این کشتی در سال ۱۹۴۲ ساخته شد.